# Affiliazioni alla FGNI
Elenco delle società sportive e di ginnastica affiliatesi alla Federazione Ginnastica d'Italia dalla fondazione fino al 1904.

## Storia
- Federazione Ginnastica Italiana: fondata nel 1869 riunendo i circoli ginnastici, il tiro a segno e la scherma.[1]
- Ingloba nel 1887 la Federazione delle Società Ginnastiche Italiane fondata nel 1874: si trasforma nella Federazione Ginnastica Nazionale Italiana (F.G.N.I.).
- 1901: la FGNI riprende la vecchia denominazione "F.G.I.".[1]
- 1909: torna a "F.G.N.I.".[1]
- Dopo la fine della prima guerra mondiale: Reale Federazione Ginnastica Italiana (R.F.G.I.).[1]
- 1945: attuale e definitiva Federazione Ginnastica d'Italia (F.G.d'I.).[1]

Nell'elenco delle società affiliate, datato 1912, si trovano i nomi di molte società progenitrici di attuali società sportive; molte, soprattutto nel Nord Italia, sono tuttora in vita.

## Elenco delle Società affiliate alla F.G.N.I.

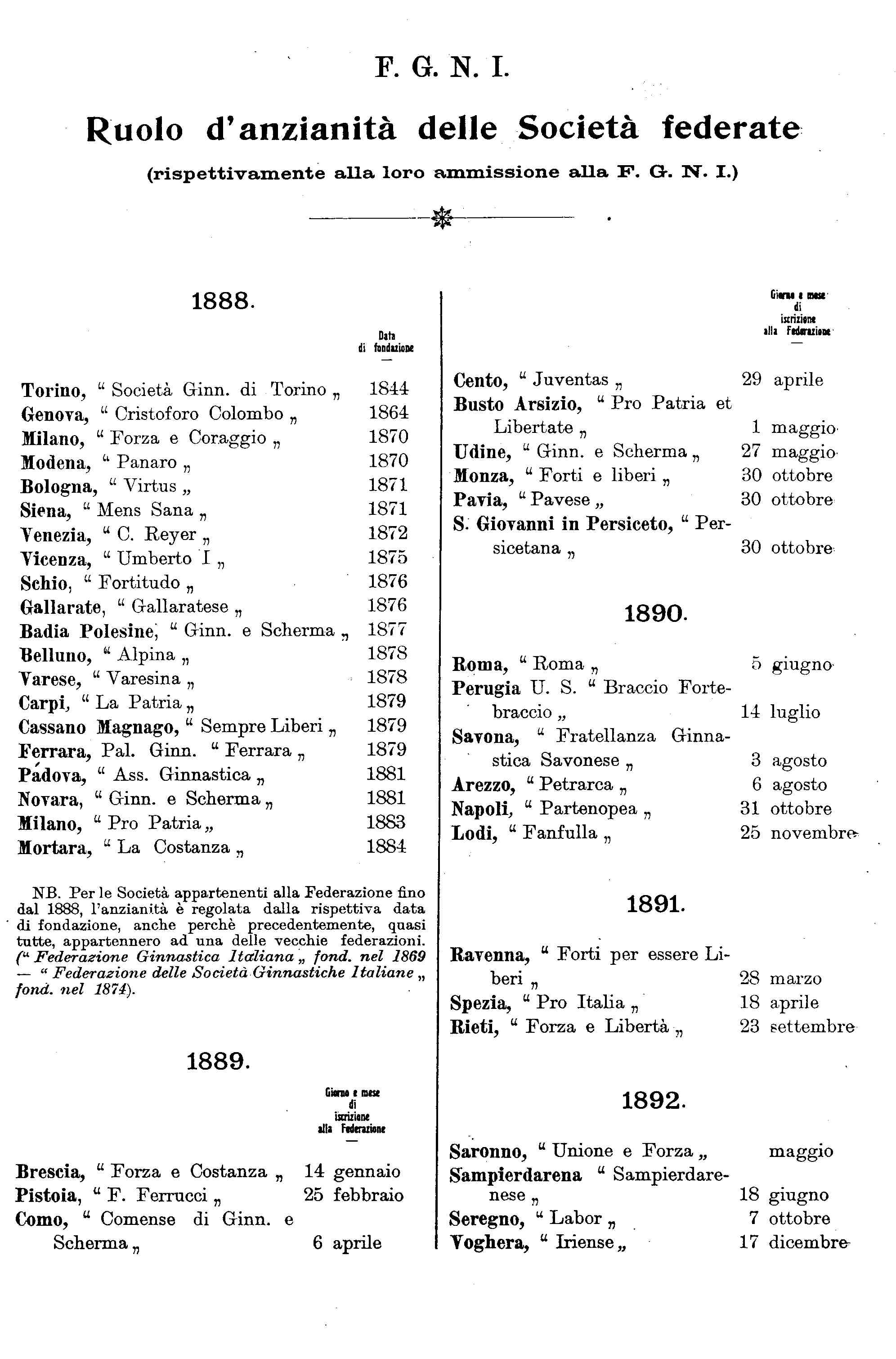
Elenco affiliate al 1912 - pag. 1
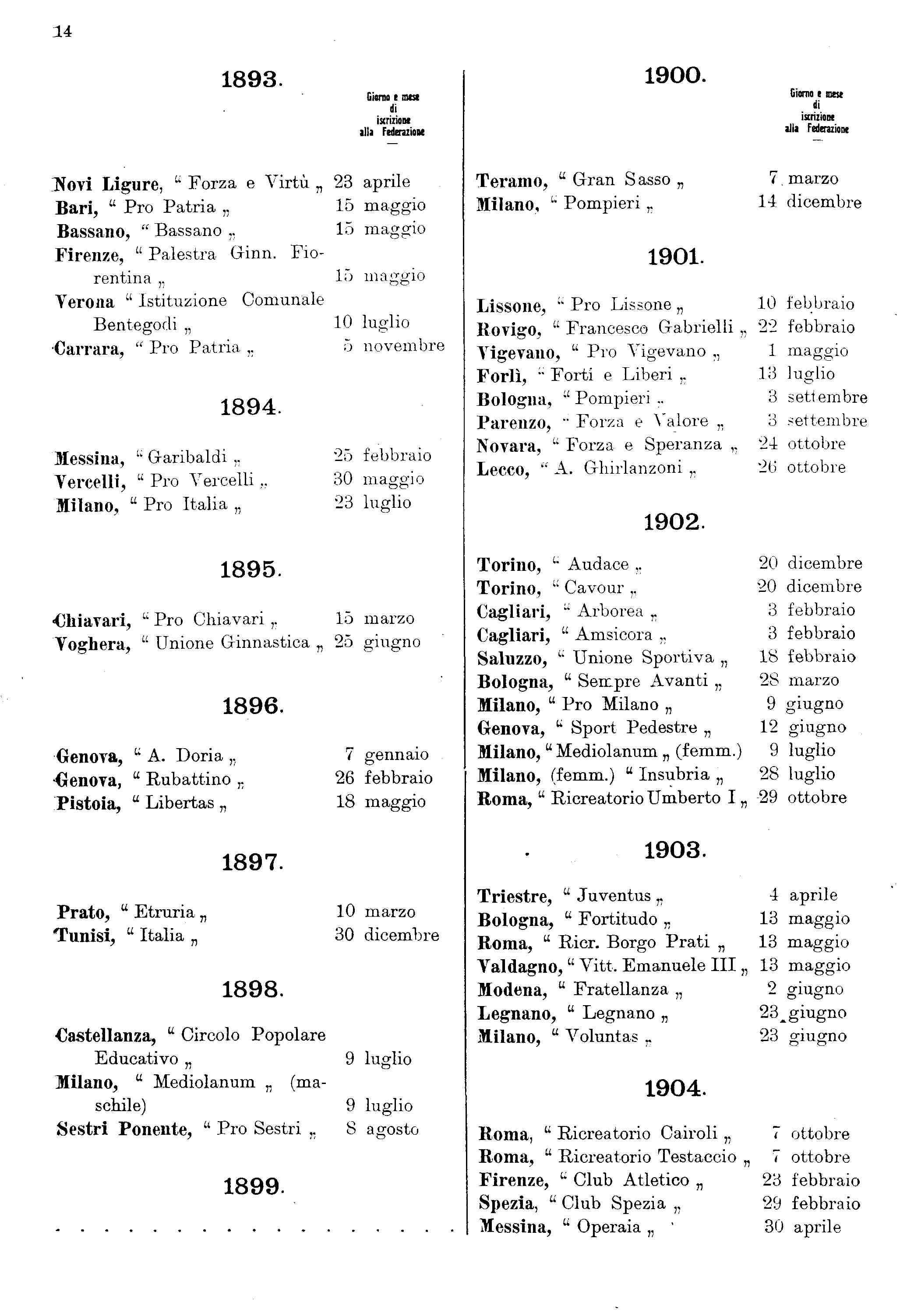
pag. 2
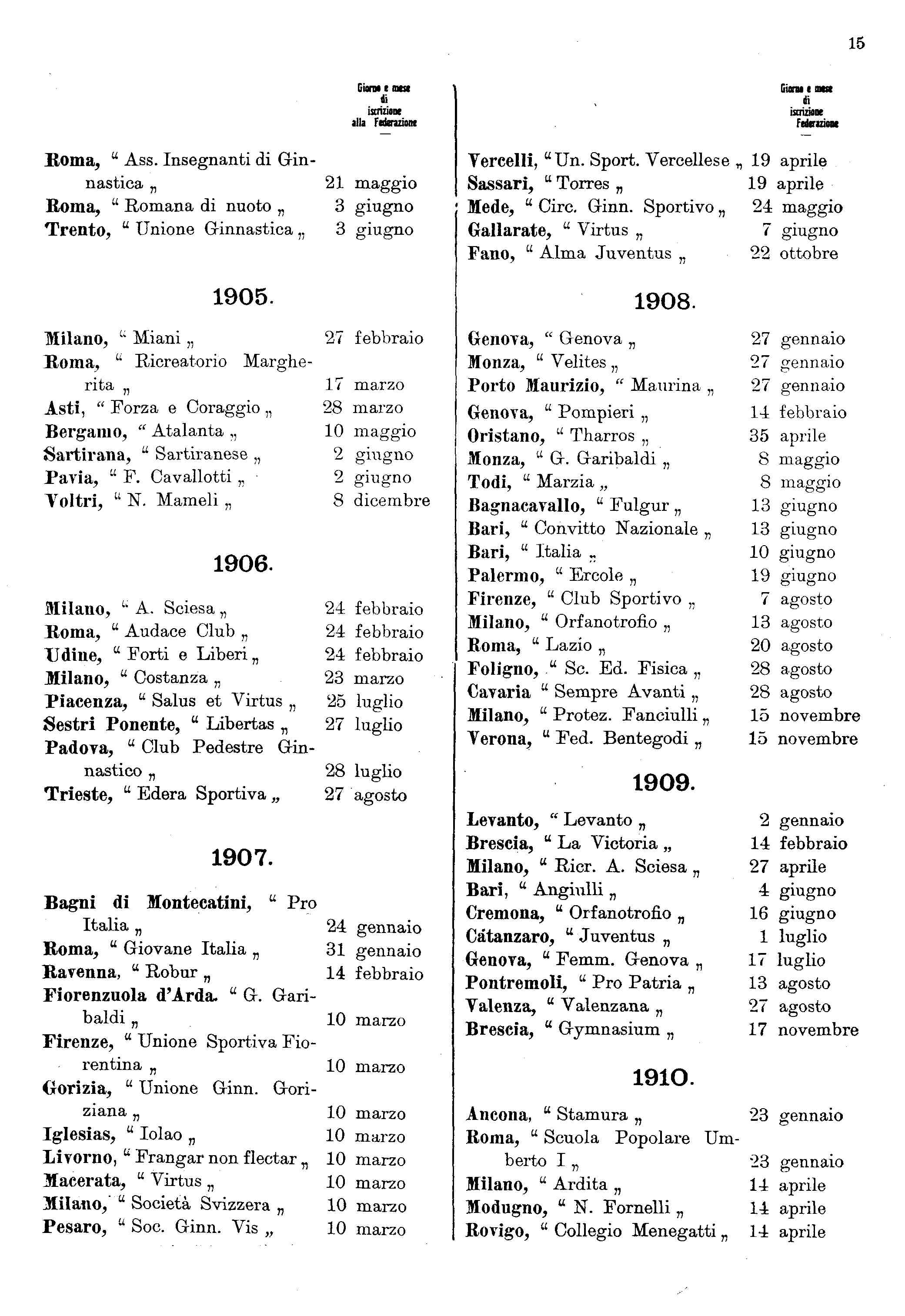
pag. 3
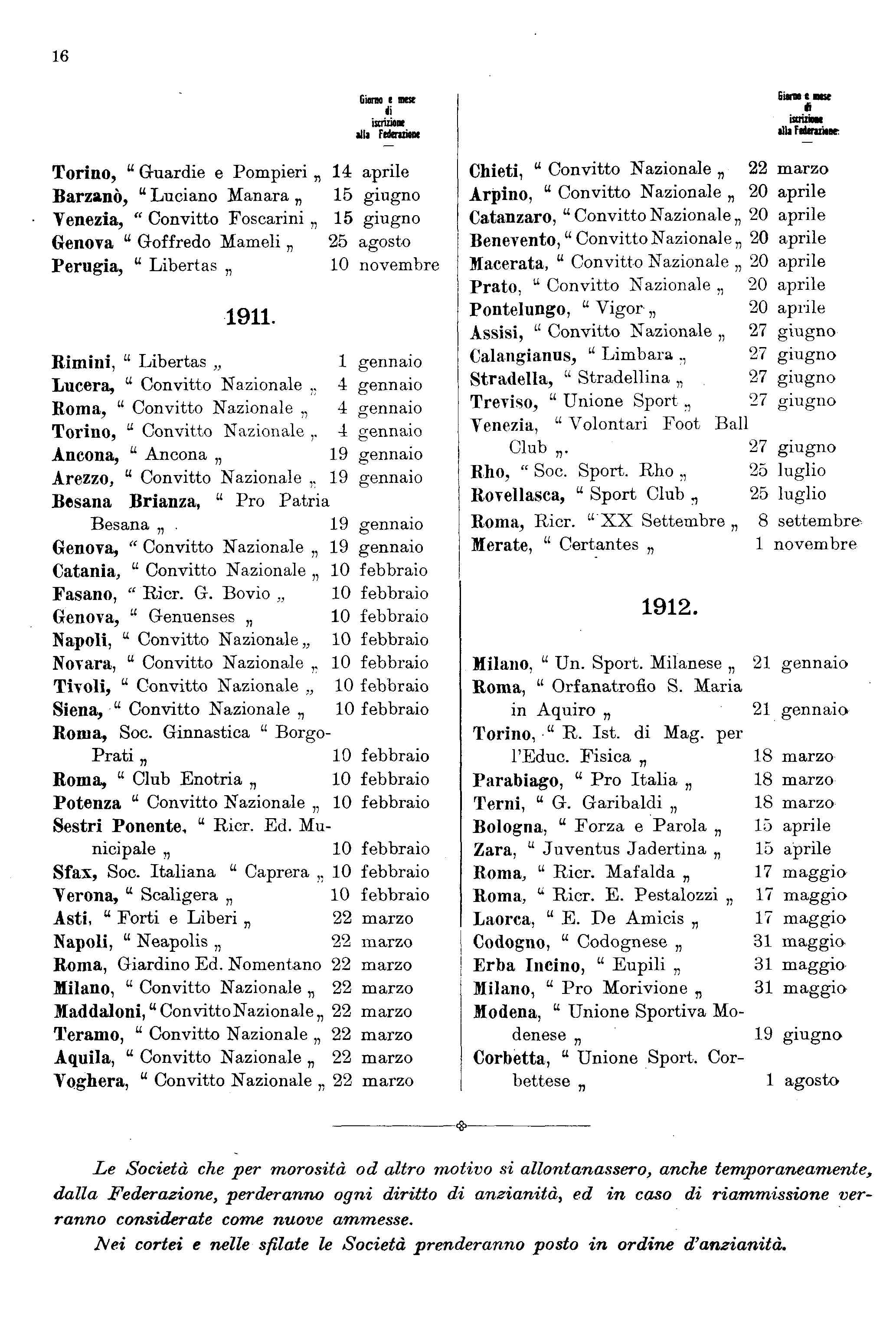
pag. 4

### Fino al 1888
Città - Denominazione - Affiliazione

Le date riportate sono quelle di affiliazione alle Federazioni, non quelle di nascita effettiva.

Dall'elenco manca la Società Rodigina di Ginnastica (SRG), fondata nel 1874, affiliata subito alla Federazione delle Società Ginnastiche Italiane.
- Torino - Società Ginnastica di Torino - 1844
- Genova - Cristoforo Colombo - 1864
- Milano - Forza e Coraggio - 1870
- Modena - Panaro - 1870
- Bologna - Virtus - 1871
- Siena - Mens Sana - 1871
- Venezia - Costantino Reyer - 1872
- Vicenza - Umberto I - 1875
- Schio - Fortitudo - 1876
- Gallarate - Gallaratese - 1876
- Badia Polesine - Ginnastica e Scherma - 1877
- Belluno - Alpina - 1878
- Varese - Varesina - 1878
- Carpi - La Patria - 1879
- Cassano Magnago - Sempre Liberi - 1879
- Ferrara - Palestra Ginnastica Ferrara - 1879
- Novara - Pro Novara - 1881
- Padova - Associazione Ginnastica - 1881
- Milano - Pro Patria - 1883
- Mortara - La Costanza - 1888

### Dal 1889 al 1896
Città - Denominazione - Affiliazione
- Brescia - Forza e Costanza - 14 gennaio 1889
- Pistoia - F. Ferrucci - 25 febbraio 1889
- Como - Comense Ginn.e Scherma - 6 aprile 1889
- Cento - Juventas - 29 aprile 1889
- Busto Arsizio - Società Ginnastica Pro Patria et Libertate - 1º maggio 1889
- Udine - Ginnastica e Scherma - 27 maggio 1889
- Monza - S.G.M. Forti e liberi - 30 ottobre 1889
- Pavia - Pavese - 30 ottobre 1889
- S.G.Persiceto - Persicetana - 30 ottobre 1889
- Roma - S.G. Roma - 5 giugno 1890
- Perugia - U.S. Braccio Fortebraccio - 14 luglio 1890
- Savona - Frat.Ginn.Savonese - 3 agosto 1890
- Arezzo - Petrarca - 6 agosto 1890
- Napoli - Partenopea - 31 ottobre 1890
- Lodi - A.S. Fanfulla - 25 novembre 1890
- Ravenna - Forti per essere Liberi - 23 marzo 1891
- La Spezia - Pro Italia - 18 aprile 1891
- Rieti - Forza e Libertà - 23 novembre 1891
- Saronno - Unione e Forza - maggio 1892
- Sampierdarena - Sampierdarenese - 18 giugno 1892
- Seregno - Labor Sportiva - 7 ottobre 1892
- Voghera - Iriense - 17 dicembre 1892
- Novi Ligure - Forza e Virtù - 23.04.1893
- Bari - Pro Patria - 15.05.1893
- Bassano del Grappa - Bassano - 15.05.1893
- Firenze - Palestra Ginn. Fiorentina - 15.05.1893
- Verona - Istituzione Comunale Bentegodi - 10.07.1893
- Carrara - Pro Patria - 05.11.1893
- Messina - Garibaldi - 25.02.1894
- Vercelli - Pro Vercelli - 30.05.1894
- Milano - Pro Italia - 23.07.1894
- Chiavari - Pro Chiavari - 15.03.1895
- Voghera - Unione Ginnastica Vogherese - 25.06.1895
- Genova - Andrea Doria - 07.01.1896
- Genova - Raffaele Rubattino - 26.02.1896
- Pistoia - Libertas - 18.05.1896

### Dal 1897 al 1904
Città - Denominazione - Affiliazione
- Prato - Etruria - 10 marzo 1897
- Tunisi - Italia - 30 dicembre 1897
- Castellanza - Circolo Popolare Educativo - 9 luglio 1898
- Milano - Mediolanum (maschile) - 9 luglio 1898
- Sestri Ponente - Pro Sestri - 8 agosto 1898
- Teramo - Gran Sasso - 7 marzo 1900
- Milano - Pompieri - 14 dicembre 1900
- Lissone - Pro Lissone Ginnastica - 10 febbraio 1901
- Sassari - S.S.Ginnastica Ilva - 10 maggio 1901
- Rovigo - Francesco Gabrielli - 22 febbraio 1901
- Vigevano - Pro Vigevano - 1º maggio 1901
- Forlì - Forti e Liberi - 13 luglio 1901
- Bologna - Pompieri - 3 settembre 1901
- Parenzo - Forza e Valore - 3 settembre 1901
- Novara - Forza e Speranza - 24 ottobre 1901
- Lecco - A.Ghislanzoni - 26 ottobre 1901
- Torino - Audace Torino - 20 dicembre 1902
- Torino - Cavour - 20 dicembre 1902
- Cagliari - Amsicora - 3 febbraio 1902
- Cagliari - Eleonora d'Arborea - 3 febbraio 1902
- Saluzzo - Jolanda Margherita - 18 febbraio 1902
- Bologna - Sempre Avanti - 28 marzo 1902
- Milano - Pro Milano - 9 giugno 1902
- Genova - Sport Pedestre - 12 giugno 1902
- Milano - Mediolanum (femminile) - 9 luglio 1902
- Milano - Insubria (femminile) - 28 luglio 1902
- Roma - Ricreatorio Umberto I - 29 ottobre 1902
- Trieste - Juventus - 4 aprile 1903
- Bologna - Fortitudo - 13 maggio 1903
- Roma - Ricreatorio Borgo Prati - 13 maggio 1903
- Valdagno - Vittorio Emanuele III - 13 maggio 1903
- Modena - Fratellanza - 2 giugno 1903
- Legnano - Legnano - 23 giugno 1903
- Milano - Voluntas - 23 giugno 1903
- Roma - Ricreatorio Cairoli - 7 ottobre 1904
- Roma - Ricreatorio Testaccio - 7 ottobre 1904
- Firenze - Club Atletico - 23 febbraio 1904
- La Spezia - Club Spezia - 29 febbraio 1904
- Messina - Operaia - 30 aprile 1904